# Arbeitsgericht Höchstadt an der Aisch
Das Arbeitsgericht Höchstadt an der Aisch war ein bayerisches Arbeitsgericht mit Sitz in Höchstadt an der Aisch.

## Geschichte
Gemäß Arbeitsgerichtsgesetz vom 23. Dezember 1926 wurden in Deutschland Arbeitsgerichte gebildet. Diese waren nur in der ersten Instanz organisatorisch selbstständige Gerichte, die Landesarbeitsgerichte waren den Landgerichten zugeordnet. Am Landgericht Bamberg entstand so 1927 das Landesarbeitsgericht Bamberg als eines von 23 Landesarbeitsgerichten in Bayern. In Höchstadt an der Aisch entstand das Arbeitsgericht Höchstadt an der Aisch als eines von acht Arbeitsgerichten des Landesarbeitsgerichts. Sein Sprengel umfasste den Gerichtsbezirk des Amtsgerichts Höchstadt an der Aisch. Es bestand eine allgemeine Kammer für Arbeiter und Angestellte und eine Kammer für das Handwerk.
Bereits 1929 wurde die Zahl der Arbeitsgerichte deutlich reduziert. Das Arbeitsgericht Höchstadt an der Aisch wurde aufgehoben, seine Aufgaben übernahm das Arbeitsgericht Forchheim.